# Neazata
Neazata là một chi bướm đêm thuộc họ Geometridae.